# Коваль Володимир Романович
Володимир Романович Коваль (нар. 14 лютого 1975, Львів, УРСР) — український футболіст та тренер, виступав на позиції півзахисника. Один зі співзасновників клубу «Юкрейн Юнайтед» з Канадської футбольної ліги.
Професіональну кар'єру розпочав в Україні, звідки в 1990-их роках емігрував до Канади. Протягом кар'єри гравця виступав у Національній канадській футбольній лізі за «Торонто Кроатія» та «Торонто Італія». До 2001 року продовжив виступив в правонаступниці Національної канадської ліги, Канадській футбольній лізі, за команду «Торонто Кроатія». У 2007 році став одним зі співвзасновників клубу «Юкрейн Юнайтед» та вивів його до Футбольної ліги Онтаріо. Після забезпечення необхідного капіталу в 2016 році клуб отримав франшизу в Канадській футбольній лізі.

## Кар'єра гравця
Футболом розпочав займатися в «Газовику». У футболці комарненського клубу дебютував 26 квітня 1993 року в програному (0:1) виїзному поєдинку 23-го туру Другої ліги проти київського «ЗС-Оріяна». Володимир вийшов на поле в стартовому складі, а на 70-й хвилині його замінив Олег Копитко. У другій половині сезону 1992/93 років зіграв 6 матчів у Другій лізі України. У 1995 році емігрував до Канади, де підсилив клуб «Торонто Італія» з Національної канадської футбольної ліги. У 1996 році підписав контракт із «Торонто Кроатія» та грав у Канадській міжнародній футбольній лізі («Ліга Пума»). У 1998 році виступав за «Міссіссауга Іглз» у Канадській професійній футбольній лізі. Дебютував за клуб 31 травня 1998 року в поєдинку проти «Йорк Ріджн Шуттерс».
У 1999 році повернувся до «Торонто Кроатія», а 7 червня 1999 року зіграв свій перший матч після повернення, проти «Сент-Катарінс Вулвз». Наступного сезону підписав контракт з «Норз Йорк Асторз». У сезоні 2001 року знову грав за «Торонто Кроатія». З 2007 року виступав за «Юкрейн Юнайтед» у Футбольній лізі Онтаріо.

## Кар'єра тренера та функціонера
У 2007 році володимир Коваль разом з Євгеном Іщаком та Андрієм Маличенковим створили ФК «Юкрейн Юнайтед» з метою запрошення та об'єднання футбольних талантів з колишнього Радянського Союзу, які проживали в Канаді. Спочатку команда грала у шоубол та виступала в Соккер Сіті, а згодом увійшла до Футбольної ліги Онтаріо. Спочатку він працював головним менеджером, віце-президентом, а іноді й виходив на футбольне поле як гравець. Команді вдалося виграти декілька нагород і забезпечити просування в Прем'єр Сентрал Дивізіон.
У 2016 році клуб знайшов необхідні кошти, щоб подати заявку на отримання франшизи в Канадській футбольній лізі. «Юкрейн Юнайтед» успішно здійснив перехід на професійний рівень після отримання згоди від власника ліги на щорічних загальних зборах власників команди. У 2018 році працював помічником головного тренера Маличенкова. З моменту виходу до професіональних футбольних змагань «українці» виграли Другий (2017) та Перший (2018) дивізіону КФЛ.

## Досягнення
«Торонто Кроатія»
- Канадська міжнародна футбольна ліга
  -  Чемпіон (1): 1996